# Albert Rudolph Zuroweste
Albert Rudolph Zuroweste (26 de abril de 1901-28 de marzo de 1987) fue un prelado estadounidense de la Iglesia católica. Se desempeñó como obispo de la Diócesis de Belleville en Illinois de 1948 a 1976.

## Biografía

### Primeros años
Albert Zuroweste nació en San Luis Este, Illinois, hijo de Henry y Elizabeth (née Holten) Zuroweste. Su tío era Frank Holten, miembro de la Cámara de Representantes de Illinois. En 1914, Zuroweste ingresó al Quincy College en Quincy, Illinois. Después de graduarse en 1918, ingresó en el Seminario Kenrick en San Luis, Misuri, estudiando allí hasta 1924.

### Sacerdocio
Zuroweste fue ordenado sacerdote para la Diócesis de Belleville por el obispo Henry J. Althoff el 8 de junio de 1924. A su regreso a Illinois, se desempeñó como cura en la parroquia de St. Joseph en San Luis Este, Illinois. En 1931, dejó St. Joseph para convertirse en superintendente del orfanato St. John en Belleville. Estudió en la Universidad Católica de América en Washington D. C. durante el verano de 1934. A partir de 1934, Zuroweste se desempeñó como editor del periódico diocesano, The Messenger, y como superintendente de Central Catholic High School en Belleville de 1934+ a 1947. Fue nombrado párroco de la parroquia de San José en 1940 y prelado doméstico en 1945.

### Obispo de Belleville
El 29 de noviembre de 1947, Zuroweste fue nombrado el tercer obispo de la Diócesis de Belleville por el Papa Pío XII. Recibió su consagración episcopal el 29 de enero de 1948, del obispo Joseph Schlarman, con los obispos John Cody y Joseph Mueller sirviendo como co-consagrantes. [3] Además de sus deberes como obispo, Zuroweste se convirtió en presidente de la Conferencia Nacional de Vida Rural Católica en 1951 y presidente del Departamento de Prensa del Consejo Nacional Católico de Bienestar en 1957. Asistió a las cuatro sesiones del Concilio Vaticano II entre 1962 y 1965.
En 1969, Zuroweste se vio envuelto en una disputa racial en Cairo, Illinois. Había enviado al reverendo Gerald Montroy a El Cairo en 1968 para ministrar a los pobres y a los afroamericanos. Después de reunirse con el pastor local, Montroy se convenció de que el pastor no tenía ningún deseo de dar la bienvenida a los afroamericanos a su parroquia. En respuesta, Montroy reabrió St. Columba, una misión cerrada en El Cairo, y comenzó a celebrar misas allí para los católicos afroamericanos. También proporcionó instalaciones para activistas del Poder Negro que buscaban desafiar la discriminación racial en esa ciudad. Zuroweste fue presionado por El Cairo para retirar a Montroy, pero le dio apoyo calificado después de las demandas de las organizaciones católicas progresistas. Después de varios incidentes de disparos, Montroy acusó a un grupo blanco local de vigilantismo y al pastor local de tratar de expulsarlo.
En diciembre de 1971, Zuroweste excomulgó al reverendo Bernard Bodewes, un sacerdote diocesano que había enviado a El Cairo para ayudar a Montroy. Bodewes había demandado a Zuroweste por $ 7,350 en daños por retener su salario desde el 1 de enero. Bodewes dijo que Zuroweste había retenido el pago porque estaba enojado por el apoyo de Bodewes a las iniciativas de Montroy en El Cairo. En 1972, Zuroweste tomó medidas para desalojar a Montroy y las organizaciones que trabajaban en Saint Columba.

### Retiro y legado
El 30 de agosto de 1976, el Papa Pablo VI aceptó la renuncia de Zuroweste como obispo de la Diócesis de Belleville. Albert Zuroweste murió el 28 de marzo de 1987 en Belleville a los 85 años.
Durante una demanda de 2008 contra la Diócesis de Belleville, se reveló información sobre el trato de Zuroweste a un sacerdote abusador de niños. En 1973, Gina Parks, una feligresa de 16 años en St. Francisville, Illinois, dijo a los funcionarios diocesanos que su párroco, Raymond Kownacki, la había violado y dejado embarazada. Kownacki también alentó a Parks a abortar. Después de escuchar su historia, Zuroweste no denunció las acusaciones a la policía ni inició una investigación. En cambio, transfirió a Kownacki varios meses después a la parroquia de Santa Teresa en Salem, Illinois, sin ninguna restricción. En 1982, surgieron acusaciones de que Kownacki estaba abusando sexualmente de niños pequeños en St. Theresa, lo que resultó en la demanda de 2008.